# Cox-Klemin XO-4
Le Cox-Klemin XO-4 est un prototype d’avion militaire de l'entre-deux-guerres, réalisé en 1924 aux États-Unis par la Cox-Klemin Aircraft Corporation.